# Pandanus papuanus
Pandanus papuanus là một loài thực vật có hoa trong họ Dứa dại. Loài này được Solms miêu tả khoa học đầu tiên năm 1883.